# Murat Ramonow
Murat Tuganowicz Ramonow (kirg. Мурат Туганович Рамонов; ur. 21 lipca 1990 w Czongaryk) – kirgiski zapaśnik walczący w stylu klasycznym. Olimpijczyk z Rio de Janeiro 2016, gdzie zajął jedenaste miejsce w kategorii 130 kg.
Trzykrotny uczestnik mistrzostwa świata, siódmy w 2015. Piąte miejsce na igrzyskach azjatyckich w 2014; dziewiąte w 2010 i dziesiąte w 2018. Zdobył srebrny medal w mistrzostwach Azji w 2014 i 2016, a brązowe w 2009, 2011, 2013, 2018, 2019 i 2021. Piętnasty na Uniwersjadzie w 2013, jako zawodnik Kyrgyz State University of Construction, Transport and Architecture w Biszkeku. Mistrz Azji juniorów w 2010 roku.
30 października 2023 roku został zatrzymany przez Państwowy Komitet Bezpieczeństwa Narodowego Kirgistanu pod zarzutem nielegalnego nabycia mienia. Oskarżany jest o pomoc w wywołaniu protestów w październiku 2020 roku – miał przekazać opancerzony samochód marki mercedens benz byłemu premierowi Saparowi Isakowi co miało przyczynić się do wywołania zamieszek na placu Ala-Too. 